# Euphorbia delicatula
Euphorbia delicatula är en törelväxtart som beskrevs av Pierre Edmond Boissier. Euphorbia delicatula ingår i släktet törlar, och familjen törelväxter. Inga underarter finns listade i Catalogue of Life.